# Kruninek
Kruninek – jezioro w Polsce w woj. warmińsko-mazurskim, w powiecie szczycieńskim, w gminie Pasym.

## Dane morfometryczne
Według danych Instytutu Rybactwa Śródlądowego powierzchnia zwierciadła wody jeziora wynosi 16,0 ha, a maksymalna głębokość – 3,0 m.
Inne dane uzyskano natomiast poprzez planimetrię jeziora na mapach w skali 1:50 000 według Państwowego Układu Współrzędnych 1965, zgodnie z poziomem odniesienia Kronsztadt. Otrzymana w ten sposób powierzchnia zbiornika wodnego to 15,0 ha.
Około 3 km na północny zachód znajduje się jezioro o podobnej nazwie – Kroninek.

## Opis
Wędkarsko jezioro zaliczane jest do linowo-szczupakowych. Jezioro otwarte, połączone na północy z Elganowcem, na południu z Jeziorem Leleskim poprzez Kanał Elganowski. Zbiornik wydłużony z południowego zachodu na północny wschód. Brzegi są wysokie, północny wręcz stromy. Południowo-wschodni brzeg dotyka do wielkiego kompleksu leśnego. Na innych obrzeżach łąki i pola uprawne. Znajduje się ok. 1 km na północny zachód od miejscowości Elganowo.
Dojazd ze Szczytna drogą krajową nr 53 w stronę Olsztyna do miejscowości Grom, stąd drogą gruntową na północ.
Jezioro leży na terenie obwodu rybackiego jeziora Kalwa w zlewni rzeki Łyna – nr 19.

## Hydronimia
Według urzędowego spisu opracowanego przez Komisję Nazw Miejscowości i Obiektów Fizjograficznych (KNMiOF) nazwa tego jeziora to Kruninek. W różnych publikacjach wymieniana jest oboczna nazwa tego jeziora: Króninek lub Kroninek.